# Goossen van der Weyden
 (avril 2016).
Si vous disposez d'ouvrages ou d'articles de référence ou si vous connaissez des sites web de qualité traitant du thème abordé ici, merci de compléter l'article en donnant les références utiles à sa vérifiabilité et en les liant à la section « Notes et références ».

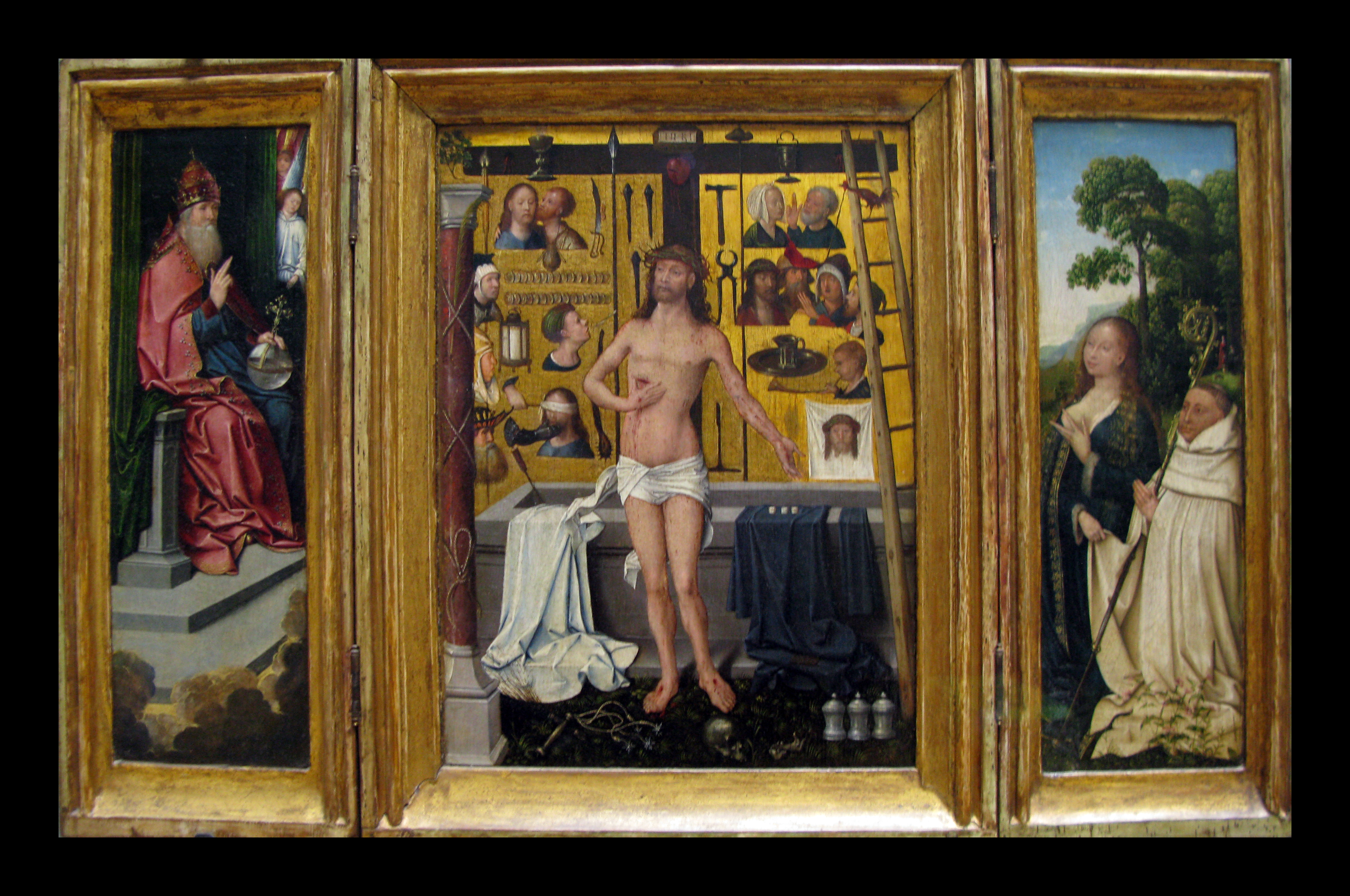
Triptyque de l'Abbé Antonius Tsgrooten, 1507, Musée royal des beaux-arts d'Anvers

Goossen van der Weyden ou Goswin van der Weyden est un peintre flamand. Il est né entre 1455 et 1475 à Bruxelles et mort entre 1538 et 1543 à Anvers.

## Biographie
Goswin van der Weyden est le petit-fils de Rogier van der Weyden. Il fait l'acquisition d'une maison à Lierre en 1497, mais s'installe peu après à Anvers, probablement vers 1499, et, de 1503 à 1530, il est inscrit à la Guilde de Saint-Luc d'Anvers.

## Collections publiques
- Triptyque de la Crucifixion, huile sur bois, 152 × 87.5 (panneau central) × 38 cm (chaque volet), Dijon, musée des beaux-arts[2]